# Diana Gómez i Raich
Diana Gómez i Raich   (Igualada, 7 de març de 1989) és una actriu de cinema i televisió catalana. És coneguda per haver estat protagonista de la pel·lícula Eloïse i participar en sèries de televisió com La Via Augusta, La casa de papel, El crac o Valeria.

## Carrera
Gómez s'inicià fent teatre, on els seus pares la van apuntar de ben petita per desinhibir-se. Actuà a Capellades, el Teatrí de l'Ateneu, en actuacions escolars i Dell Arte, i va fer tres anys d'interpretació a l'Escola Eòlia de Barcelona.
L'any 2009, amb 20 anys, combina la seva feina d'actriu amb la carrera d'Història i després d'haver fet diverses aparicions al teatre i a la televisió, on se la recordarà pel seu paper a La Via Augusta. Salta al cinema fent el paper de l'Àsia, una de les dues protagonistes d'Eloïse, una pel·lícula de Jesús Garay, estrenada a la Seminci de Valladolid.
El 2010 fou una de protagonistes de la sèrie El pacto, de Fernando Colomo per a Tele 5, on interpretà una de les set noies de setze anys que fan un insòlit pacte: quedar-se embarassades alhora. També participà en Any de Gràcia, comèdia del cineasta Ventura Pons, estrenada l'any 2012.

## Treballs

### Televisió
- La Via Augusta (12 episodis, 2007) - sèrie
- Atlas de Geografia Humana (2007) - telefilm d'Azucena Rodríguez
- Jo, el desconegut (2007) - telefilm de Joan Mallarach
- Cuenta atrás (1 episodi, 2008) - sèrie
- Águila roja (1 episodi, 2009) - sèrie
- El pacto (2010) - telefilm
- Barcelona ciutat neutral (2011) - telefilm
- El secreto de Puente Viejo (148 episodis, 2012-2013)- sèrie
- El crac (22 episodis, 2014-2017) - sèrie
- Las Aventuras del Capitán Alatriste (13 episodis, 2015) - sèrie
- Sé quién eres (9 episodis, 2017) - sèrie
- Vida privada (2018) - telefilm
- El día de mañana (4 episodis, 2018) - sèrie
- 45 revoluciones (13 episodis, 2019)- sèrie
- La casa de papel (5 episodis, 2019-2020) - sèrie
- Valeria (16 episodis, 2020-2021-) - sèrie
- Vintage (6 capítols, 2024) - sèrie[7][8]

### Cinema
- La comunidad (2000), d'Álex de la Iglesia
- Salvador (2006), de Manuel Huerga
- La despedida (2008), de Sergi Vizcaino
- Sense límits (Little Ashes) (2008), de Paul Morrison
- Socarrat (2009), de David Moreno
- Eloïse (2009), de Jesús Garay
- Any de Gràcia (2012), de Ventura Pons
- Faraday (2013), de Norberto Ramos del Val
- Los inocentes (2013), de Carlos Alonso
- Las altas presiones (2014), de Ángel Santos
- El virus de la por (2015), de Ventura Pons
- Transeúntes (2016), de Luis Aller
- L'enigma Verdaguer (2019), de Lluís Maria Güell

### Teatre
- La ciutat (2009), de Martin Crimp, a la Sala Beckett de Barcelona, amb direcció de Víctor Muñoz.[9]
- Esthetic Paradise (2004), de Victòria Szpunberg, a la Sala Beckett de Barcelona, amb direcció de Carol López.[10][11]
- Terra baixa (2009), d'Àngel Guimerà, al Teatre Romea, amb direcció de Hasko Weber.[12]